# ووهیباتو اوئست
ووهیباتو اوئست (به لاتین: Vohibato Ouest) یک منطقهٔ مسکونی در ماداگاسکار است که در هائوته ماتسیاترا واقع شده‌است. ووهیباتو اوئست ۵٬۰۷۵ نفر جمعیت دارد و ۱٬۱۱۳ متر بالاتر از سطح دریا واقع شده‌است.